# Carina Jingrot
Fanny Carina Jingrot, född 22 november 1964 i Högsbo, Västergötland, är en svensk skådespelare.

## Filmografi
- 1992 – Kvällspressen (TV-serie)
- 1993 – Mannen på balkongen
- 1993 – Rederiet (TV-serie)
- 1993 – Rosenbaum (TV-serie)
- 1993 – Till våra vänner
- 1993 – Tryggare kan ingen vara ......
- 1997 – Grötbögen
- 1999 – Anna Holt – polis (TV-serie)
- 1999 – Magnetisörens femte vinter
- 2001 – Världens minsta lillasyster
- 2002 – En kärleksaffär
- 2005 – Kommissionen (TV-serie)
- 2005 – Medicinmannen (TV-serie)

- 2005-2006 - Lite som du (TV-serie)
- 2006 – AK3 (TV-serie)
- 2008 – Maria Wern - Främmande fågel
- 2010 – Våra vänners liv (TV-serie)
- 2012 – Arne Dahl: Upp till toppen av berget
- 2012 – Äkta människor (TV-serie)
- 2013 – För Sverige i tiden (kortfilm)
- 2013 – Förtroligheten
- 2013 – Kassett (kortfilm)
- 2020 – Morden i Sandhamn (TV-serie)

## Teater

### Roller (ej komplett)
| År   | Roll                  | Produktion             | Regi            | Teater                                       |
| ---- | --------------------- | ---------------------- | --------------- | -------------------------------------------- |
| 2018 | Caroline Frankenstein | Frankenstein Johan Ehn | Daniel di Grado | Teater Barbara Gästspel på Playhouse Theater |